# Mariana Belmira de Andrade
Mariana Belmira de Andrade (Velas, 31 de dezembro de 1844 — Velas, 17 de fevereiro de 1921) foi uma professora do ensino primário, poetisa açoriana da geração realista, ficcionista, ativista republicana com laivos de socialismo e feminista.

## Biografia
Era proveniente de uma família de comerciantes, recebeu a educação própria de uma rapariga do seu tempo da média burguesia açoriana, com a instrução primária, francês e inglês e uns rudimentos de música. Foi a sua dedicação aos estudos e a sua vontade de saber mais que a levou a estudar e a obter por si mesma o lastro literário que completou a sua formação intelectual. Aprendeu quase sozinha a tocar piano e a ler e traduzir a língua francesa. A sua vasta cultura deve-se também ao convívio com outros intelectuais jorgenses do seu tempo, como João Caetano de Sousa e Lacerda e com Delfina Vieira Caldas, a perceptora dos filhos do conselheiro José Pereira da Cunha da Silveira, e às leituras que fez de autores como Victor Hugo, Jules Michelet, Gomes Leal e Antero de Quental.
Apresentava um carácter indómito e pouco sociável e assumia-se andrófoba e refractária ao casamento. Não deixou, porém, de casar com António Maria da Cunha, ainda que só aos 34 anos de idade, tardiamente para a época, e suportando por muito pouco tempo o que ela chamava a «treva do himeneu». Não tendo o casamento sido feliz, oseu génio insubmisso levou-a, com efeito, a separar-se do marido logo após o batizado do único filho do casal, Inocêncio, cujo nome foi motivo de discórdia entre os progenitores. Alice Moderno, sobre este assunto, escreveu o seguinte: Contava a ilustre poetisa que entre os cônjuges se travara acesa discussão, que foi até à pia batismal, tendo sido a contenda finalizada pelo pároco, que acedeu aos desejos do pai, objetando à mãe do neófito que: «onde há galo não canta galinha».
Separada do marido e com necessidade de grantir o futuro do filho, foi para Angra do Heroísmo, na ilha Terceira, onde obteve o diploma de professora primária. Habilitada ao magistério primário, dedicou-se daí em diante ao ensino das primeiras letras. Praticamente viveu toda a sua vida na sua ilha natal de São Jorge, onde foi uma reputada professora primária na vila das Velas.
Foi já depois do casamento desfeito e de ter enveredado pelo ensino que, por volta dos 40 anos de idade, sentiu «bafejar-lhe a fronte / o fogo da inspiração» sob o signo do romantismo, mas rimou os primeiros «devaneios» poéticos já sem sacrificar a Eros, por o «orgulho de mulher» lhe tornar defeso o prazer do amor e não achar «o homem assunto digno de verso». Esta fase inicial da sua obra poética fez nascer o seu primeiro livro de poesias, que afina pela escola romântica.
Contudo, a sua poesia evolui para uma via de realismo social e mais tarde encontraria melhor inspiração, ou mais propícia ao seu estro, ao afinar a lira pelo diapasão da poesia de combate. Passou, então, a apostrofar o trono e o altar em alexandrinos acerbados de paixão iconoclasta e a exaltar, no mesmo tom, o proletariado (o «escravo do trabalho») que, sobre o ombro, qual «Atlas portentoso», erguia a «mole formidável» do futuro.
Este caminho faz dela, de forma natural, uma militante republicana com laivos de socialismo e de panteísmo, fervorosa ateia declarada, tendo escrito poemas a exaltar o trabalho e os trabalhadores. Embora fora do contexto internacional do movimento feminista da sua época, resultado do seu isolamento na ilha de São Jorge, assume as mesmas lutas e intenções, constituindo um dos poucos casos, a par da micaelense Alice Moderno e da terceirense Maria Guilhermina de Bettencourt, de intervenção social de mulheres açorianas fora do contexto das instituições católicas.
Apesar deste percurso, no fim da vida abandonou a actividade política e retomou ao catolicismo, aparentemente em consequência do regicídio de 2 de fevereiro de 1908 que vitimou o rei D. Carlos e o príncipe D. Luís Filipe.
Autora de muitos poemas, publicados em vários jornais e revistas, foi pioneira da colaboração feminina na imprensa periódica açoriana. Deixou vasta colaboração nos jornais dos Açores, onde a maior parte da sua produção literária se encontra dispersa. Ainda assim, publicou duas colectâneas poéticas, Fantasias (Ponta Delgada, 1875) e A Sibila (Velas, 1884), e extractos de um romance intitulado A Esfinge, uma espécie de autobiografia romanceada, deixada semi-inédita, com extractos publicados em folhetins no jornal A Ilha Graciosa (em 1896). Na sua obra poética não escasseiam poemas de autêntico lirismo. O seu acentuado romantismo exprimiu-o em versos de métrica grandiloquente, mal coadunada com a sua feminilidade. O seu nome foi um dos seleccionados por Pedro da Silveira para o trabalho Antologia de Poesia Açoriana do século XVII a 1975.
Colaborou no Almanaque de Lembranças Luso-Brasileiro, na Grinalda (um periódico portuense) e foi uma das colaboradoras do Jornal do Grémio Litterario D'Angra do Heroísmo (1868-1869), periódico ligado a uma associação que se destinava a promover o desenvolvimento da instrução procurando popularizar a leitura e defender os conhecimentos úteis. Foi também colaboradora assídua do jornal A Folha, de Ponta Delgada, dirigido por Alice Moderno, de que era hóspede aquando das suas viagens de e para Lisboa.
O seu nome faz parte da toponímia da vila das Velas onde existe a Rua Poetisa Belmira de Andrade.

## Escreveu
Para além de múltiplos artigos dispersos pela impresnsa periódica e de folhetins publicados no jornal A Ilha Graciosa, esta distinta poetisa escreveu e deu publicidade às seguintes obras:
- Phantasias, 1 vol., Ponta Delgada, 1875;
- A Sibylla - Versos Philosophicos, Velas, 1884 (reeditado, com coordenação de Henrique Levy, pela editora Letras Lavadas, Ponta Delgada, 2020);
- A Esphinge, publicação em prosa, saída em folhetim no periódico A Ilha Graciosa (1896).

## Links
- Marianna Belmira de Andrade: uma jorgense fora do seu tempo
- A mulher e a poesia: Uma violeta
- Mariana Belmira de Andrade (1844-1921)
- Quem Foi Quem na Toponímia do Município de Velas